# Lenensburg
Die Lenensburg ist eine abgegangene Höhenburg bei 488 m ü. NN auf einem nach allen Seiten steil abfallenden Drumlin an der Argen, nordöstlich von Betznau, einem Ortsteil der Gemeinde Kressbronn am Bodensee im baden-württembergischen Bodenseekreis.
Die Anlage gliedert sich in eine Vorburg und eine Hauptburg, die durch einen noch erhaltenen Graben voneinander getrennt sind. Durch Grabungen sind ein Grubenhaus mit Herdstelle, sowie hallstattzeitliche Reste wie Scherben und Knochen usw. nachgewiesen. Im Westen der Anlage gibt es Hinweise auf eine Holz-Erde-Mauer.

## Geschichte
Das Grubenhaus und die heute sichtbare Form werden in die spätmerowingisch-karolingische Zeit datiert. Die Burg ist 769 erstmals als Entinesburugo erwähnt, als sie ein Scalcomann dem Kloster St. Gallen schenkt. 1468 wird in einem Urbar eine Lennispurg erwähnt, 1746 ist der Name von Lehnensburg nachgewiesen.